# Pomnik Feliksa Stamma w Warszawie
Pomnik Feliksa Stamma – monument znajdujący się w parku Mirowskim w śródmieściu Warszawy. Został odsłonięty w 2019.

## Historia
Monument upamiętnia cenionego polskiego trenera bokserskiego Feliksa „Papę“ Stamma. Inicjatorką budowy pomnika była prawnuczka Feliksa Stamma, Paula Stamm, oraz prowadzona przez nią Fundacja im. Feliksa Stamma. 5 kwietnia 2015 Rada m.st. Warszawy poparła pomysł budowy pomnika w parku Mirowskim. 
W kwietniu 2017 ogłoszono konkurs na najlepszy projekt, a w październiku tego samego roku doszło do jego rozstrzygnięcia. Konkurs na projekt pomnika wygrał bułgarski artysta Lubomir Grigorow. 
Odsłonięcie pomnika odbyło się 21 maja 2019 dla upamiętnienia zdobycia przez polskich pięściarzy dziewięciu medali na Mistrzostwach Europy w maju 1953 w pobliskiej hali Gwardii (mieści się tam również niewielkie muzeum Feliksa Stamma). Pomnik odsłonili Paula Stamm oraz Daniel Olbrychski. W uroczystości wzięli udział między innymi prezydent Warszawy Rafał Trzaskowski, wiceminister sportu Jan Widera i prezes PKOl Andrzej Kraśnicki.
Pomnik znajduje się w parku Mirowskim, od strony al. Jana Pawła II, przy hali Mirowskiej. Rzeźba przedstawia Feliksa Stamma podpartego o boki, ubranego w sweter, dres oraz bokserskie obuwie, z rękawicami i ręcznikiem przewieszonymi na ramieniu. Monument ma 240 cm wysokości i ustawiony jest na 20 cm podeście. 
Fundatorem pomnika był Zbigniew Jakubas.